# Gustav Kaniak
Gustav Kaniak (* 30. Juli 1907 in Trebitsch, Markgrafschaft Mähren; † 3. Juli 1993) war ein österreichischer Jurist und Richter. Kaniak war von 1957 bis 1977 Mitglied des österreichischen Verfassungsgerichtshofs sowie von 1950 bis 1972 Hofrat und zuletzt Senatspräsident am Verwaltungsgerichtshof.

## Leben
Gustav Kaniak wurde in der mährischen Stadt Trebitsch (heute Třebíč, Tschechien) geboren und wuchs im niederösterreichischen St. Pölten auf. Er maturierte im Jahr 1927 am Stiftsgymnasium Melk und begann anschließend das Studium der Rechtswissenschaften an der Universität Wien. 1927 wurde er Mitglied der katholischen Studentenverbindung KaV Norica Wien im CV. deren Rechtswissenschaftlicher Fakultät wurde Kaniak im Jahr 1932 zum Doktor der Rechte (Dr. iur.) promoviert. Noch im selben Jahr wurde er Rechtsanwaltsanwärter in Wien.
Im Jahr 1936 wurde Gustav Kaniak zum Richter in der ordentlichen Gerichtsbarkeit ernannt und war als solcher zunächst in St. Pölten tätig. Seine richterliche Tätigkeit wurde allerdings unterbrochen durch die Einberufung zum Kriegsdienst in der deutschen Wehrmacht. Er geriet im Laufe der Kriegshandlungen des Zweiten Weltkriegs schließlich in Kriegsgefangenschaft, aus der er 1946 zurückkehrte. In diesem Jahr nahm er seine richterliche Tätigkeit am Kreisgericht St. Pölten wieder auf. 1947 wurde er zur Erstellung eines Entwurfs für ein Amtshaftungsgesetz in den Dienst des Verfassungsdiensts im Bundeskanzleramt aufgenommen, wo er in der Folge auch einen ausführlichen Kommentar zur Amtshaftung verfasste. 1948 betätigte sich Kaniak zudem als Herausgeber der ersten Auflage der großen Manz-Ausgabe des Strafgesetzes, die er in weiterer Folge bis zur sechsten Auflage im Jahr 1969 betreute.
An den Verwaltungsgerichtshof kam Gustav Kaniak nach einer Bewerbung im Jahr 1950. 1968 wurde er an diesem Höchstgericht zum Senatspräsidenten ernannt, was er bis zu seinem Eintritt in den Ruhestand im Jahr 1972 blieb. Daneben wurde er mit 15. Jänner 1955 zunächst zum Ersatzmitglied des Verfassungsgerichtshofs ernannt, und zwei Jahre später zum ordentlichen Mitglied des VfGH bestellt. Dem Verfassungsgerichtshof gehörte Kaniak in der Folge bis zum Jahr 1977, als er die Altersgrenze von 70 Jahren erreichte, an.